# إسحاق هاسلر
إسحاق هاسلر (بالألمانية: Isaak Hassler)‏ هو عازف الأرغن ألماني، ولد في 1530، وتوفي في 1591.